# Ceylonhuhn

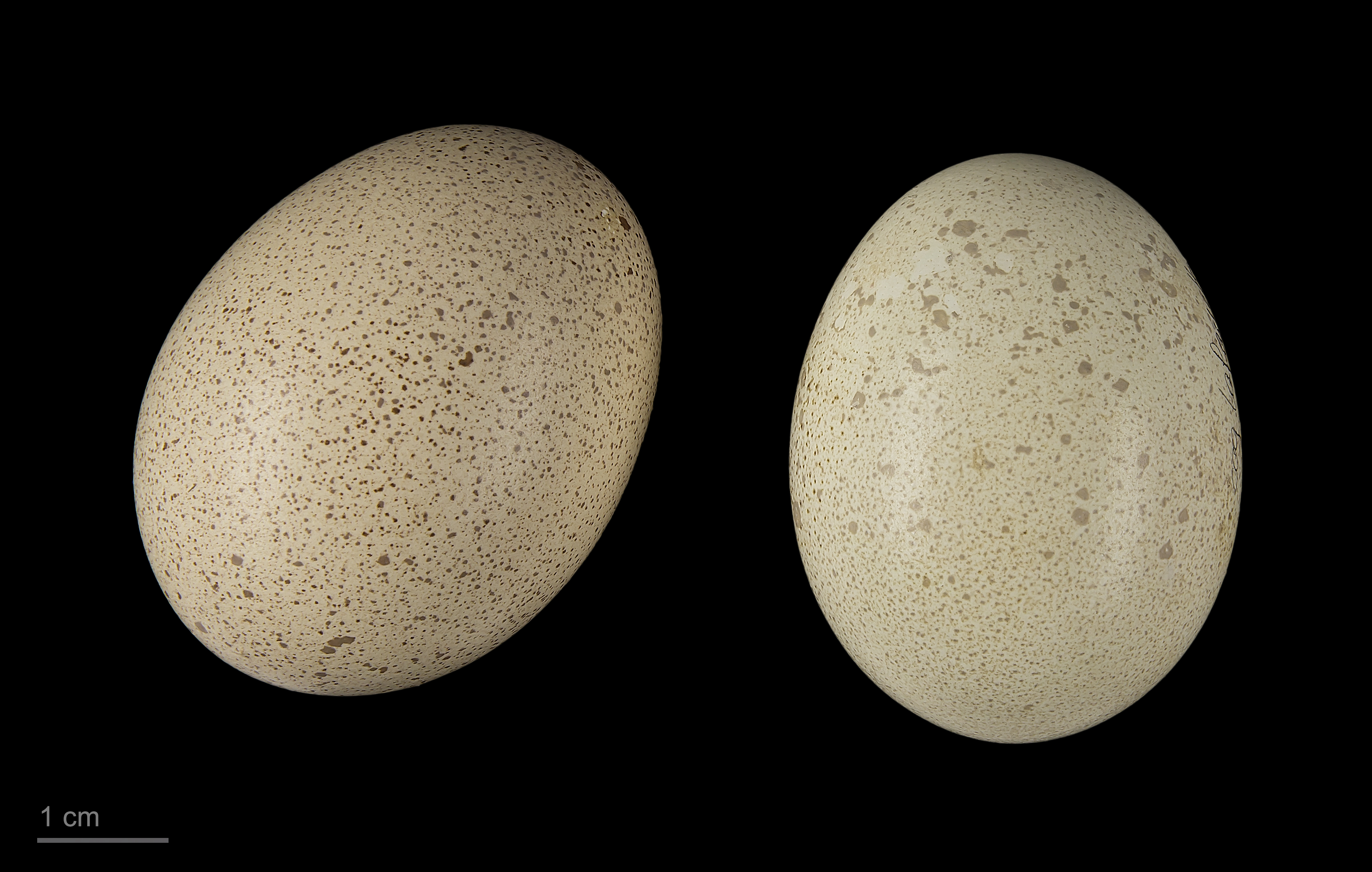
Eier des Ceylonhuhns

Das Ceylonhuhn (Gallus lafayettii), auch als Lafayettehuhn oder Gelbes Kammhuhn bezeichnet, zählt zu den Kammhühnern (Gattung Gallus) und lebt auf der Insel Sri Lanka (Ceylon).

## Merkmale
Der Hahn wird etwa 66 bis 73 cm hoch und erreicht ein Gewicht von 790 bis 1140 g. Sein Kamm ist rot und fein gezackt. Wichtiges Unterscheidungsmerkmal ist der hellgelbe Mittelfleck im Kamm des Hahns.
Die Henne erreicht ein Gewicht von 510 bis 625 g. Das Ceylonhuhn ist nahe verwandt mit dem Bankivahuhn.

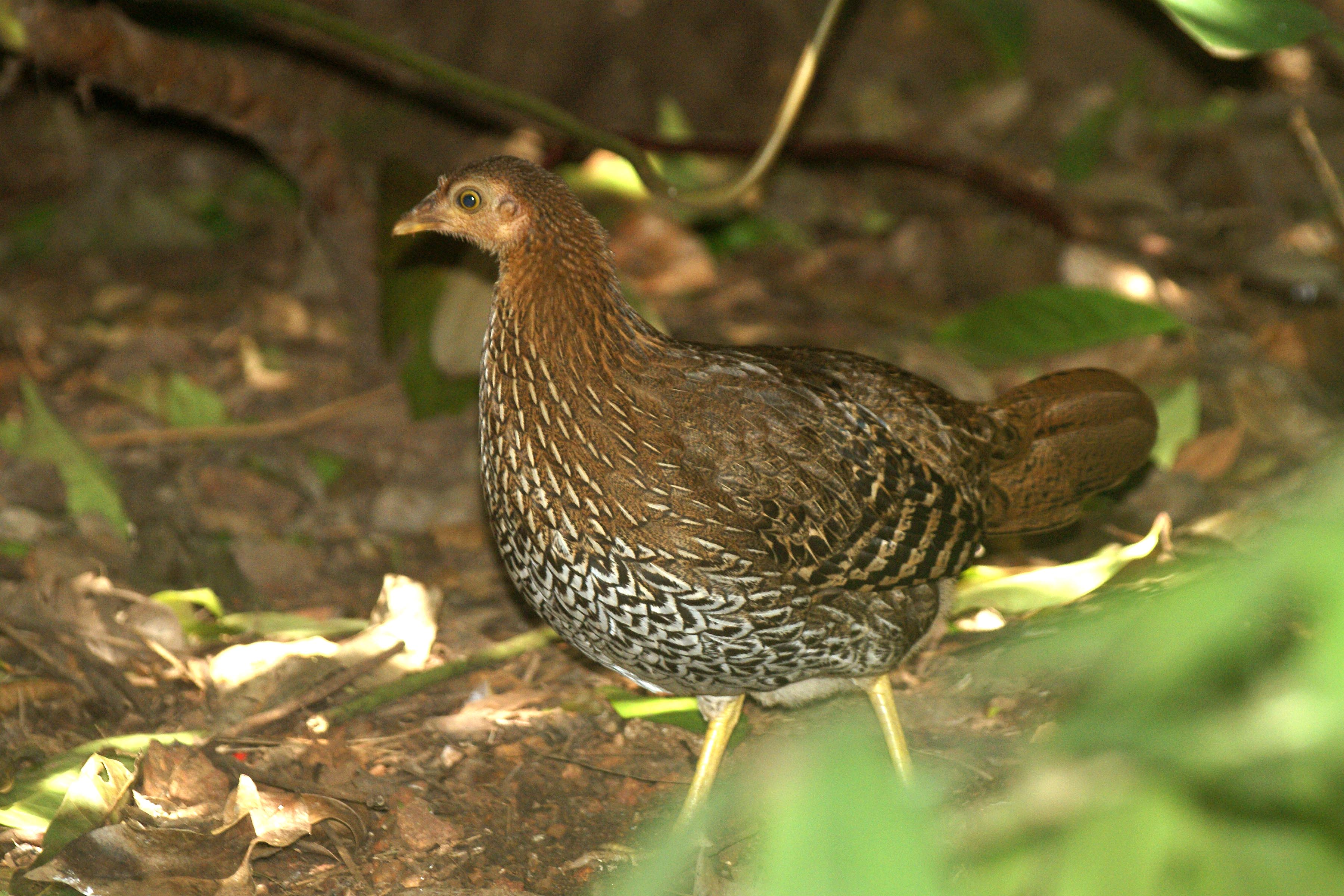
Henne des Ceylonhuhns (Gallus lafayettii)

## Lebensweise
Wie die meisten Fasanenartigen lebt das Ceylonhuhn auf dem Boden und ernährt sich von Samen, Insekten und heruntergefallenen Früchten.

## Schwanzlose Mutante
Im Jahr 1868 dementierte der britische Naturforscher Charles Darwin fälschlicherweise die Existenz einer schwanzlosen Mutante des Ceylonhuhns, die der niederländische Zoologe Coenraad Jacob Temminck 1807 beschrieben hatte.

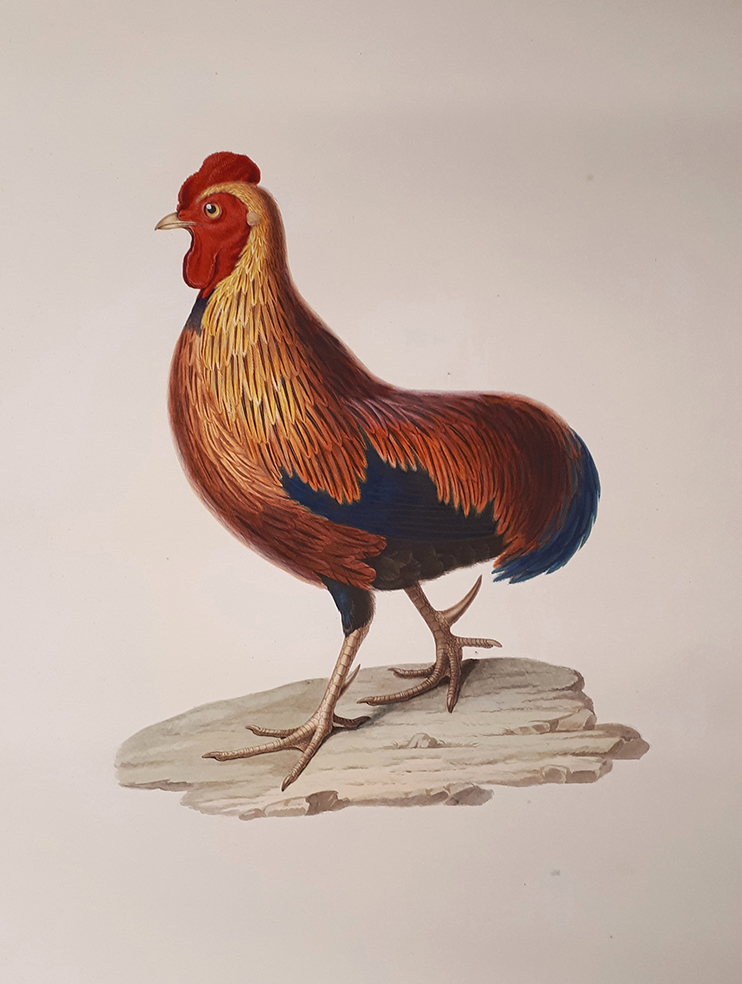
Lithografie einer schwanzlosen Mutante des Ceylonhuhns (Jean-Gabriel Prêtre, 1805 oder 1806) im Auftrag von Coenraad Jacob Temminck (Naturalis Biodiversity Center, Leiden, Niederlande)

## Nachweise